# Terry Cooper
Terry Cooper, właśc. Terence Cooper (ur. 12 lipca 1944 w Knottingley, zm. 31 lipca 2021) – angielski piłkarz i trener. Uczestnik mistrzostw świata z roku 1970.

## Kariera zawodnicza

### Leeds United
Karierę rozpoczynał w Leeds United. W drużynie tej grał od 1962 roku, czyli w początkowych latach świetności tej drużyny. W ciągu kolejnych trzynastu lat dwukrotnie został mistrzem Anglii i pięciokrotnie wicemistrzem. Jego drużyna trzy razy znalazła się w tamtym okresie w finale Pucharu Anglii, w tym raz zwyciężyła. Do sukcesów w kraju można zaliczyć również zdobycie Tarczy Wspólnoty. Wraz z drużyną odnosił także sukcesy w europejskich pucharach. Dwukrotnie zdobywał Puchar Miast Targowych i doszedł do finału ówczesnego Pucharu Mistrzów (obecnie Liga Mistrzów) oraz Pucharu Zdobywców Pucharów.
W sumie w Leeds rozegrał 250 ligowych spotkań, w których strzelił 7 bramek.

### Kolejne lata
Wraz z odejściem Dona Reviego z zespołu Leeds, Cooper również zakończył przygodę z tym klubem. Został graczem Middlesbrough. Przez 3 lata rozegrał tu ponad 100 spotkań ligowych. Następnie grał w drużynach: Bristol City, Bristol Rovers, Doncaster Rovers i ponownie w Bristol City. W 1984 roku zakończył karierę zawodnika.

### Reprezentacja
W reprezentacji Anglii zadebiutował w roku 1969, za kadencji Alfa Ramseya, w wygranym 5:0 meczu przeciwko Francji. W sumie rozegrał 20 spotkań w drużynie narodowej. Nie zdobył bramki. Wystąpił w mistrzostwach świata 1970 w Meksyku.

## Kariera trenerska
Po zakończeniu kariery rozpoczął przygodę z „trenerką”. Nie odniósł jednak znaczących sukcesów. Szkolił zawodników Bristol Rovers, Bristol City, Exeter City, Birmingham City i ponownie Exeter City. W 1995 roku skończył z karierą trenerską.